# Лазка война
Лазката война (на грузински: ეგრისის დიდი ომი, Egrisis Didi Omi) се провежда през 542 – 562 г. по време на Персийско-византийската война за Лазика (днес в Западна Грузия), между Сасанидската империя и Източната римска империя, към която след 548 г. се присъединява Лазика. Византия побеждава. Лазика окончателно преминава в зависимост от Византия.
Командири на Византия са Юстиниан I с командирите Беса, Юстин (консул 540 г.), Мартин, цар Губаз II от Лазика (след 548 г.), Дагистей, Юстин (консул 540 г.).
Командири на сасанидите са Хосров I, Мермерой (†), Нахораган, цар Губаз II от Лазика (541 – 548 г.).